# Stand Atlantic
Stand Atlantic is een Australische poppunkband, die in 2012 in Sydney werd opgericht. Stand Atlantic werd populair in Australië door de demo's Catalyst (2013) en A Place Apart (2015). De band tekende een contract met Rude in 2017 en bracht hun single "Coffee at Midnight" uit. In september 2017 brachten ze hun ep Sidewinder uit. Ze tekende bij Hopeless in september 2018 en brachten een maand later in oktober hun debuut album Skinny Dipping uit. Hun tweede album, Pink Elephant, kwam uit in augustus 2020. In mei 2022 brachten ze hun derde album uit genaamd f.e.a.r.. Het vierde album van de band, Was Here, staat gepland om uit te komen op 23 augustus 2024.

## Geschiedenis

### Formatie en doorbraak (2012-2017)
In 2012 kwamen vrienden Bonnie Fraser en Arthur Ng bij een elkaar om een band te vormen samen met David Potter en Jordan Jansons genaamd What It's Worth. In december 2012 brachten ze hun debuut-single "Bulletproof Vest" uit. In mei 2013 brachten ze de demo Catalyst uit.
In begin 2014 veranderde de band hun naam van What It's Worth naar Stand Atlantic. In maart 2014 brachten ze de single "Breakaway" uit onder hun huidige naam.
Stand Atlantic begon in november 2014 aan hun nieuwe ep A Place Apart. Tijdens de opnames verliet Jansons de band en werd tijdelijk vervangen door Ethan Mestroni. De eerste single van de ep Wasteland kwam uit in april 2015 en de volledige ep volgde later diezelfde maand. In 2015 tourde Stand Atlantic samen met As It Is en State Champs.
In 2016 tourde Stand Atlantic met With Confidence en kort daarna met Cute Is What We Aim For voor het 10-jarige jubileum van hun album The Same Old Blood Rush with a New Touch. In 2016 speelde ze live tijdens de Bondi-Blitz van dat jaar. In september 2016 kondigde de band aan dat Ng de band zou verlaten en dat ze bezig waren met nieuwe muziek.
Op 21 juni 2017 kondigde Stand Atlantic aan dat ze getekend hadden bij Rude, de eerste Australische band die bij het platenlabel tekende. Dezelfde dag werd aangekondigd dat hun single "Coffee At Midnight" zou worden uitgezonden op radiostation Triple J.
Op 23 juli 2017 kwam hun single "Mess I Made" uit als teaser voor de ep de later dat jaar uit kwam. Op 15 september kwam hun tweede ep Sidewinder uit. Datzelfde jaar verschenen ze ook op de 20 Years of Pop/Punk tour van de band New Found Glory, spelend op uitverkochte concerten door heel Australië.
Hun ep Sidewinder piekte op de 31ste plek op iTunes op de dat dat het uitkwam in Australië. De ep werd genoemd als 10e van de top 50 albums van 2017 door Rock Sound. In 2017 was Stand Atlantic een ondersteunende act voor de band ROAM tijdens hun Europese tour.

### Debuut albumSkinny Dipping(2018-2019)
In 2018 werd Stand Atlantic genoemd als een van de populairste bands van 2018 door Kerrang!. Ze traden als voorprogramma op voor Kunckle Puck in januari 2018.
In februari 2018 werd aangekondigd dat ze zouden spelen op het Slam Dunk Festival later dat jaar.
Op 4 september kondigde ze hun single "Lavender Bones" aan en dat later die dag op het radiostation Triple J in première gaat. Stand Atlantic tekende op 5 september 2018 bij Hopeless en kondigde aan dat hun debuut album in oktober 2018 uit zal komen. Op 2 oktober 2018 kwam de tweede single "Lost My Cool" uit en de derde single van het album, "Skinny Dipping", kwam enkele dagen eerder uit voordat het album uitkwam op 26 oktober 2018.
Op 5 juli 2019 werd Miki Rich officieel lid van de band nadat hij al sinds 2017 mee op tour was als bassist.

### Pink Elephant(2019-2020)
Tijdens de tour van de band in Europa in augustus 2019 heeft de band een nieuwe single "Hate Me (Sometimes)" aangekondigd, door het verkopen van nieuwe merchandise. Het nummer kwam uit op 17 september, maar de première op Triple J van het nummer was een dag eerder. Op 24 oktober 2019 maakte Stand Atlantic bekend dat ze bezig zijn met hun tweede album. Op 11 februari 2020 was de première van hun single "Shh!" te horen op Triple J. Dit werd gevolgd met de derde single "Drink To Drown" van het nieuwe album. Op 13 mei 2020 werd de single "Wavelength" gereleaset. 
Op 25 juni 2020 werd de single "Jurassic Park" gereleaset tegelijkertijd met het bekendmaken van de releasedatum van hun nieuwe album Pink Elephant dat 7 augustus 2020 uitkwam. 

### F.E.A.R.(2021–2022)
Stand Atlantic bracht hun single "Deathwish", een nummer gemaakt met Nothing,Nowhere, uit op 29 april 2021. Op 4 november 2021 brachten ze hun single "Molotov (OK)" uit. Fraser zei over de thema van het nummer: “Ik heb drie jaar van mijn leven op een christelijke school gezeten en als een pastoor tijdens een bijeenkomst zegt 'alle homo's zullen branden in de hel', dan onthoud je dat en ga je er een nummer over schrijven.” 
De band bracht het nummer "Pity Party" uit met Royal & the Serpent als hun lead single voor het album f.e.a.r. Twee maanden later werd het nummer "hair out" uitgegeven op 3 maart 2022, en het album zelf kwam uit op 6 mei 2022. 

### Was Here(2023-heden)
Op 3 februari 2023 bracht de band single "kill[H]er" uit. Fraser zei over het thema van het nummer: "Zelfsabotage is een bitch. Zelftwijfel is dodelijk en het ontkennen van goede en oprechte delen van jezelf omdat je geconditioneerd bent om te denken dat ze niet goed genoeg zijn, is een vorm van moord. Het is een herinnering aan mezelf om niet in te geven aan die onzin. Persoonlijke groei is belangrijk, maar ontken niet wie je bent. Soms betrap ik mezelf erop dat ik terugdenk aan wie ik vroeger was en dat ik die persoon mis."
Stand Atlantic bracht op 10 november 2023 het nummer "SEX ON THE BEACH" uit. Fraser zei dat het nummer "geïnspireerd was door een aantal van de absolute klootzakken die ik in L.A. heb ontmoet. Die denken dat ze Gods geschenk voor de showbizz zijn, maar tegelijkertijd iets van je willen."
De band bracht hun single "WARZ0NE" uit op 14 februari 2024. Het nummer is geïnspireerd door de online haat die Fraser en haar bandgenoten hebben moeten doorstaan.
Op 26 maart 2024 onthulde Stand Atlantic de uitgavedatum voor hun nieuwe album Was Here op 23 augustus 2024, zowel als de uitgave van de single "GIRL$" de volgende dag.

## Stijl
Will Cross van Rock Sound schreef “Het trio heeft een ep gemaakt die zelfverzekerd, toegankelijk en werkelijk briljant is.” als recensie van Sidewinder. 
De band heeft zich laten inspireren door artiesten zoals Blink-182, The Story So Far, Justin Bieber, Silverchair, The 1975 en Moose Blood.

## Leden
- Bonnie Fraser - leadzang, slaggitaar (2012-heden)
- David Potter - leadgitaar, basgitaar (2017-heden, 2012-2017)
- Jon Panichi - drums (2015-heden)
- Miki Rich - basgitaar (2019-heden, 2017-2019 toerend lid)

### Oud-leden
- Jordan Jansons - drums (2012-2014)
- Arthur Ng - Leadgitaar (2012-2016)

## Discografie
| Album met eventuele hitnotering(en) in de Nederlandse Album Top 100 | Datum van verschijnen | Datum van binnenkomst | Hoogste positie | Aantal weken | Opmerkingen                                                     |
| ------------------------------------------------------------------- | --------------------- | --------------------- | --------------- | ------------ | --------------------------------------------------------------- |
| Catalyst                                                            | 08-05-2013            | -                     |                 |              | Debuut EP Als What It's Worth Enige uitgave met Jordan Jansons  |
| A Place Apart                                                       | 14-05-2015            | -                     |                 |              | EP Laatste uitgave met Arthur Ng Eerste album met Jonno Pianchi |
| Sidewinder                                                          | 15-09-2017            | -                     |                 |              | EP Eerste uitgave met Miki Rich                                 |
| Skinny Dipping                                                      | 26-10-2018            | -                     |                 |              | Debuutalbum                                                     |
| Pink Elephant                                                       | 07-08-2020            | -                     |                 |              |                                                                 |
| f.e.a.r.                                                            | 06-05-2022            | -                     |                 |              |                                                                 |
| Was Here                                                            | 23-08-2024            | -                     |                 |              |                                                                 |

## Prijzen en nominaties
| Jaar | Award    | Categorie                    | Titel    | Resultaat   |
| ---- | -------- | ---------------------------- | -------- | ----------- |
| 2022 | J Awards | Australian Album of the Year | f.e.a.r. | Genomineerd |